# Giovanni Francesco Fromond
Giovanni Francesco Fromond (Cremona, 17 settembre 1739 – Cremona, 1785) è stato un fisico italiano.

## Biografia
Figlio di Claudio e Anna Maria Carluzzi e nipote di Giovanni Claudio Fromond, non essendo il primogenito, come prevedeva la consuetudine, venne indirizzato verso la carriera ecclesiastica. Iniziò gli studi religiosi presso il Collegio dei gesuiti di Cremona, passò in seguito ai domenicani dove si avvicinò allo studio della meccanica e dell'ottica, ambito in cui si interessò in particolare all'uso dei cristalli per lo studio della luce.
Venne ordinato sacerdote tra il 1762 e il 1763, nel 1765 divenne canonico a Cremona presso la collegiata di Sant'Egidio e di Sant'Omobono. Accanto all'attività religiosa si dedicò alla costruzione di strumenti ottici, attività nella quale si dedicò anche alla sperimentazione, come testimonia una dedica di Carlo Giuseppe Campi nell'edizione del 1771 del Memorie sulli cannocchiali diottrici di Ruggero Giuseppe Boscovich. Sulla base degli studi del Boscovich iniziò, tra il 1770 e il 1771, lo studio di un cannocchiale, nello stesso periodo allacciò relazioni con numerosi studiosi dell'epoca e con il ministro e plenipotenziario Carlo Giuseppe di Firmian grazie al quale venne svincolato dall'obbligo, imposto dall'attività religiosa, di risiedere a Cremona.
Alla fine del 1771 intraprese un viaggio di studio, che durò due anni, durante il quale visitò i principali laboratori e studiosi di strumenti di ottica in Europa. Durante il suo periodo all'estero visitò i Paesi Bassi, si recò poi a Londra dove incontrò Peter Dollond, Jesse Ramsden e Benjamin Martin, tutti attivi nella produzione di strumenti scientifici. Ebbe contatti anche molti uomini di scienze tra i quali Benjamin Franklin e Joseph Priestley del quale curò la traduzione in italiano dell'opera Observations on different kinds of air (1774).
Durante il rientro dal viaggio passò dalla Francia e per Torino dove trascorse del tempo con il fisico e matematico Giovanni Battista Beccaria al quale consegnò una lettera di apprezzamento da parte di Franklin. Tra i due nacque un rapporto di amicizia e reciproca stima professionale, Beccaria convinse Fromond a pubblicare uno studio sulla rifrazione della luce intitolato Lettera su la maniera di ottenere sul vetro comune alcuni fenomeni del cristallo d'Islanda del 1777.
Rientrato a Milano gli vennero assegnate la sovrintendenza dei gabinetti di fisica sperimentale e la cattedra di ottica al ginnasio di Brera. 
Qui contribuì ad arricchire la raccolta scientifica del nascente osservatorio astronomico di Brera. Tra il 1774 e il 1775 fu a Firenze dove frequentò numerosi scienziati rimanendo con essi in contatto e dove acquistò alcune collezioni che andarono ad arricchile il museo di storia naturale dell'università di Pavia, da poco fondato da Lazzaro Spallanzani. Di quest'epoca è anche l'inizio dell'amicizia con Alessandro Volta con il quale collaborò nella realizzazione di alcuni esperimenti.
Alla luce della sua esperienza all'estero sentì il bisogno di incentivare la divulgazione delle materie scientifiche e tecniche, incontrò sul suo percorso Francesco Soave, Carlo Giuseppe Campi e Carlo Amoretti che, mossi dallo stesso desiderio, progettavano la pubblicazione di un periodico di divulgazione scientifica. Nacque nel 1775 la Scelta di opuscoli interessanti sulle scienze e sulle arti che ospitò numerose traduzioni e pubblicazioni di Fromond.
Fu socio della Società Patriottica per la quale curò i rapporti con il mondo anglosassone divulgandone informazioni e risorse utili per industria e agricoltura.
Nel 1779 pubblicò la traduzione dell'opera di Edward Deleval An experimental inquiry into the cause of the permanent colours of opake bodies (Ricerche sperimentali sulle cagioni del cangiamento di colore ne' corpi opachi e colorati) pubblicata dal chimico e fisico britannico solo due anni prima.
Nel 1783 gli venne assegnato dal governo milanese l'incarico di costituire una scuola pratica di diottrica e catottrica.
Già da tempo cagionevole di salute nel 1785 abbandonò Milano per rientrare in famiglia a Cremona, il 16 luglio dello stesso anno Amoretti annunciò la sua morte avvenuta qualche giorno prima.